# Appalačská plošina
Appalačská plošina (anglicky  Appalachian Plateau) je soustava náhorních plošin na východě Spojených států amerických. Appalačská plošina je součást Appalačského pohoří, tvoří jeho jihozápadní část. Rozkládá se od severovýchodu k jihozápadu v délce 2 000 km, maximální šířka je 320 km, minimální 50 km. Leží ve státech New York, Pensylvánie, Ohio, Maryland, Západní Virginie, Kentucky, Tennessee, Alabama, a Georgia.

## Geografie a geologie

Appalačské pohoří

Nadmořská výška plošin se nejčastěji pohybuje mezi 1 000 až 1 200 m. Nejvyšší bod Spruce Knob v Alleghenských horách má 1 482 m. Plošiny jsou tvořeny sedimentárními horninami, především pískovcem, slepencem a břidlicemi. Hloubková eroze plošiny rozčlenila do té míry, že se místy jeví jako pohoří. Největší členitosti dosahují plošiny na východě, směrem k západu se terén snižuje. V oblasti se nachází řada řek. Ve východní části se zachovaly původní listnaté lesy.

## Členění
- Katskillské hory (Catskill Mountains)
- Alleghenská plošina (Allegheny Plateau)
- Alleghenské hory (Allegheny Mountains)
- Cumberlandská plošina (Cumberland Plateau)
- Cumberlandské hory (Cumberland Mountains)